# Стандарт
Станда́рт (от англ. standard) — технический документ, относящийся к той же группе документов, что и паспорта, технологические инструкции, чертежи и т.д. Стандарты могут быть национальными, межгосударственными, региональными, международными и другими.:4

## Термин
Термин стандарт используется в Договоре о Евразийском экономическом союзе и Конституции РФ.
Кроме русского стандарт и английского standard, во многих европейских языках термин имеет форму созвучную термину норма: norm, norme, norma. В международной стандартизации стандарт относится к нормативным документам.:3.2 Использование термина нормативный документ в российской национальной стандартизации прекращено с 2004 года (использовался термин стандарт) с 2015 года стали использовать термин документ по стандартизации.

## Содержание стандартов
Стандарты содержат описательное высказывание с характеристиками образца и/или нормативное (оценочное) высказывание, которое используется для оценки образца. Описательно-оценочные высказывания, объединяющие описание и оценку, в зависимости от контекста могут выступать в качестве описаний или оценок. Образец является устойчивым представлением о том, каким должен быть объект. Образцы подразделяются на образцы действий и все остальные. В некоторых случаях образцы действий не относят к стандартам. Образцы действий могут рассматриваться как норма. Стандарт может содержать правовые нормы, не имеющие технического содержания, но не содержит санкций.
Стандарты содержат правила, общие принципы и характеристики деятельности или результатов деятельности.:4.1.1
Логическая единица стандарта — положение:
- сообщение;
- инструкция;
- рекомендация;
- требование:
  - обязательное;
  - альтернативное.[5]:7

## Техническое регулирование и стандарты
В рамках технического регулирования Договор о ЕАЭС предусматривает использование следующих стандартов:
- межгосударственный стандарт;
- международный стандарт;
- национальный (государственный) стандарт;
- региональный стандарт.[3]

В России в рамках национальной стандартизации статус стандарт имеет:
- национальный стандарт;
- основополагающий национальный стандарт;
- предварительный национальный стандарт.[14]

Исторически (до введения системы технического регулирования) к стандартам в России относились:
- государственный стандарт;
- санитарные нормы и правила;
- строительные нормы и правила;
- другие документы, которые в соответствии с законодательством устанавливали обязательные требования к качеству товаров (работ, услуг).[15]

Исторически стандарты в Советском Союзе подразделялись на следующие категории:
- ГОСТ — государственные стандарты Союза ССР;
- ОСТ — отраслевые стандарты;
- РСТ — республиканские стандарты союзных республик;
- СТП — стандарты предприятий (объединений).[16]

Внутри какой-либо системы стандартизации стандарты могут подразделяться по темам:
- стандарт качества;
- социальный стандарт;
- образовательный стандарт;
- терминологический стандарт;
- промышленный стандарт;
- стандарт, устанавливающий технические требования;
- стандарт безопасности труда;
- стандарт на оформление документации;
- экологический стандарт (Евро-1, Евро-2, Евро-3, Евро-4, Евро-5, Евро-6);
- стандарты пород домашних животных:
  - стандарты пород сельскохозяйственных животных;
  - стандарты пород клубов любителей домашних животных (домашних собак, домашних кошек и т. д.).

## Саморегулирование и стандарты
Саморегулирование — самостоятельная и инициативная разработка стандартов и правил предпринимательской или профессиональной деятельности, а также контроль за соблюдением этих стандартов и правил. Саморегулируемыми организациями утверждаются документы по стандартизации — стандарты организаций.
Согласно Федеральному закону от 13.07.2015 N 223-ФЗ «О саморегулируемых организациях в сфере финансового рынка» базовые стандарты разрабатываются саморегулируемыми организациями, согласовываются комитетами по стандартам по соответствующим видам деятельности и утверждаются Банком России. Существует пять видов базовых стандартов:
- по управлению рисками;
- корпоративного управления;
- внутреннего контроля;
- защиты прав и интересов физических и юридических лиц — получателей финансовых услуг, оказываемых членами саморегулируемых организаций;
- совершения операций на финансовом рынке.

## Функции стандартов
- Повышение уровня безопасности жизни и здоровья граждан, имущества физических и юридических лиц, государственного и муниципального имущества, объектов с учетом риска возникновения чрезвычайных ситуаций природного и техногенного характера, повышение уровня экологической безопасности, безопасности жизни и здоровья животных и растений;
- обеспечение конкурентоспособности и качества продукции (работ, услуг), единства измерений, рационального использования ресурсов, взаимозаменяемости технических средств (машин и оборудования, их составных частей, комплектующих изделий и материалов), технической и информационной совместимости, сопоставимости результатов исследований (испытаний) и измерений, технических и экономико-статистических данных, проведения анализа характеристик продукции (работ, услуг), исполнения государственных заказов, добровольного подтверждения соответствия продукции (работ, услуг);
- содействие соблюдению требований технических регламентов;
- создание систем классификации и кодирования технико-экономической и социальной информации, систем каталогизации продукции (работ, услуг), систем обеспечения качества продукции (работ, услуг), систем поиска и передачи данных, содействие проведению работ по унификации.

## Организации по стандартам
- Межгосударственный совет по стандартизации, метрологии и сертификации
- ISO
- МЭК
- ARINC
- ASTM
- CMMI (Capability Maturity Model Integration) — разработанный американским институтом SEI (Software Engineering Institute) международный отраслевой стандарт, определяющий качество процессов разработки и сопровождения программного обеспечения. Характеризует степень зрелости производственных процессов в компании, оценивает уровень управляемости, интегрированности и эффективности бизнес-процессов, а также потенциал разработчиков программного обеспечения.
- Американский институт нефти (англ. American Petroleum Institute, API) — разрабатывает систему стандартов и рекомендаций в нефтяной, нефтеперерабатывающей и нефтехимической промышленности.